# Portes-lès-Valence
Portes-lès-Valence – miejscowość i gmina we Francji, w regionie Owernia-Rodan-Alpy, w departamencie Drôme.

## Geografia
Według danych na rok 1990 gminę zamieszkiwało 7818 osób, a gęstość zaludnienia wynosiła 542 osób/km² (wśród 2880 gmin regionu Rodan-Alpy Portes-lès-Valence plasuje się na 95. miejscu pod względem liczby ludności, natomiast pod względem powierzchni na miejscu 811.).

## Miasta partnerskie
- Baronissi - Włochy